# 1185 Nikko
1185 Nikko је астероид главног астероидног појаса са средњом удаљеношћу од Сунца која износи 2,236 астрономских јединица (АЈ).
Апсолутна магнитуда астероида је 12,09 а геометријски албедо 0,079.